# Francisco Burdett O'Connor
Francis Burdett O'Connor (Condado de Cork, Reino de Irlanda; 12 de junio de 1791-Tarija, Bolivia; 5 de octubre de 1871), primer nombre castellanizado como Francisco tras su naturalización en distintos países de Hispanoamérica, fue un militar anglo-irlandés de destacada participación como mercenario en las guerras de independencia hispanoamericanas.

## Primeros años
Francis Burdett O'Connor perteneció a una de las mejores familias de Irlanda, poseían título nobiliario. Fue el hijo menor. Roderick, su hermano mayor, fletó un barco y se fue a buscar suerte a Tasmania; Feargus fue un prominente líder del Cartismo en el Reino Unido. 
Según el expedicionario Hugues A. Weddell, que conoció a O'Connor en Tarija, la infancia del irlandés transcurrió cazando zorros y escapando de la casa paterna.

## O'Connor en América
O'Connor abordó en julio de 1819 el buque Hannah que partió de Dublín para América del Sur junto con 100 oficiales y 101 individuos de tropa destinados a las fuerzas angloirlandesas en Venezuela. El Hannah arribó a la isla de Margarita en septiembre de ese año donde tras largas penurias por el clima y escasez de alimentos fueron reorganizados y O'Connor recibió el mando de un regimiento de lanceros irlandeses. O'Connor participó en las operaciones en la batalla de Riohacha (Península de la Guajira) y el 20 de marzo de 1820 se encontró entre los irlandeses del batallón Hybernia que se batieron por primera vez en América en la batalla de la Laguna Salada al mando del almirante José Prudencio Padilla, en el asedio a Cartagena de Indias y en la campaña contra Santa Marta.
En 1824 llegó al Perú como parte del Ejército Unido Libertador del Perú y participó en la batalla de Junín. Conoció a Simón Bolívar en Patabilca. Tras haber terminado las Guerras de Independencia en 1825, O'Connor se estableció en la recién creada República de Bolivia, donde se naturalizaría poco después. Desde ese año O'Connor contribuiría al periódico boliviano El Cóndor de Bolivia. Bolívar comisionó al coronel O'Connor para la construcción de un puerto en el Pacífico, el cual eligió el puerto de Cobija (antiguo asentamiento chango) por sus condiciones geográficas, su pequeña península y su caleta abrigada a los vientos. En 1825 bajo órdenes de Antonio José de Sucre, invadió el territorio de Tarija con ayuda de las tropas colombianas y acompañado del coronel tarijeño Bernardo Trigo Espejo, la invasión era para considerar anexar el territorio para ganar más superficie para la futura República Altoperuana (República de Bolívar), pero luego de unos pocos meses se retiraron del territorio por orden de Simón Bolívar, esto por los reclamos de argentinos y tarijeños hacia Bolívar. En 1826 nuevamente bajo órdenes de Sucre, invadió el territorio de Tarija con ayuda del equipo de antes, esta vez con éxito en su invasión, se reprimió, se castigó y se arrestó a los oponentes siendo la mayoría de los tarijeños, posesionó de facto a Bernardo Trigo como presunto "prefecto" del "departamento de Tarija", obligaron a las autoridades tarijeñas a firmar la carta que mencionaba la anexión "voluntaria" de Tarija a Bolivia tras la reunión que convocó Bernardo Trigo, posteriormente O'Connor fue nombrado gobernador de Tarija desde donde publicó una proclama en 1827 animando a los irlandeses a poblar la región. El Congreso boliviano le asignó una pensión de 5.000 pesos como uno de sus libertadores.  
El 3 de mayo de 1827 se casó con Francisca Ruyloba en la ciudad de Tarija. Asistió en la capacitación y reorganización de las fuerzas armadas peruano-bolivianas al ser creada la Confederación Perú-Boliviana. El 24 de junio de 1838 derrotó a las fuerzas de la Confederación Argentina en la batalla de Montenegro. Tras esta victoria O'Connor se retiró del servicio activo y se dedicó a trabajar su hacienda. 
Falleció el 5 de octubre de 1871 en Tarija. Sus memorias, tituladas Independencia Americana: Recuerdos de Francisco Burdett O'Connor, fueron publicadas en 1895.
En su honor, y por su directa participación en la guerra de la anexión de Tarija a Bolivia, la provincia otrora denominada San Luis lleva ahora su nombre, y es donde se encuentran importantes campos productores de hidrocarburos.